# Irish Women's Franchise League
De Irish Women's Franchise League was een organisatie voor vrouwenkiesrecht die in november 1908 opgericht werd in Dublin. Onder de oprichters bevonden zich onder andere Hanna Sheehy-Skeffington, Francis Sheehy-Skeffington en James H. Cousins. Ook Thomas MacDonagh was lid van de organisatie.
De organisatie gaf de krant The Irish Citizen uit, van 1912 tot 1920. De eerste redacteur van de krant was James H. Cousins.

## Geschiedenis
In het begin van de 20e eeuw was het Ierse Parlement, onder leiding van John Redmond en zijn rechterhand John Dillon, tegen vrouwenkiesrecht. Dat gold ook voor de Britse minister-president, Asquith.
In juni 1912, vernielden Hanna Sheehy-Skeffington, Margaret Cousins en zes andere leden van de IWFL, na een meeting met andere vrouwenorganisaties, ramen van het General Post Office en andere overheidsgebouwen. Ze werden gearresteerd, vervolgd en opgesloten. De maand daarop kwam Asquith op bezoek in Dublin om aanwezig te zijn bij een vergadering in het Theatre Royal. Frank Sheehy-Skeffington wist het gebouw binnen te komen en eiste vrouwenstemrecht voordat hij uit het gebouw werd verwijderd. In de tussentijd werd Asquith's koets aangevallen door Mary Leigh en Gladys Evans. Bij deze aanval raakte John Redmond gewond. De Britse vrouwen in Mountjoy Jail gingen in hongerstaking en de Ierse IWFL-leden sloten zich hierbij aan. In maart 1913 werd een buste van John Redmond in de Royal Hibernian Academy ontsierd door een feministe omdat de Irish Parliamentary Party de Women’s Franchise Bill niet wilde steunen in het Lagerhuis. James Connolly reisde in solidariteit met de vrouwen van Belfast naar Dublin om te spreken bij een van de bijeenkomsten van de IWFL in het Phoenix Park. Leden van de Irish Transport and General Workers' Union zorgden voor bescherming van de vrouwen tijdens deze bijeenkomsten.
Hanna Sheehy-Skeffington verloor haar baan in 1913 toen ze werd gearresteerd voor het gooien van stenen naar Dublin Castle. Terwijl ze in de gevangenis zat begon ze aan een hongerstaking, die al snel leidde tot haar bevrijding door de Prisoner's Temporary Discharge of Ill Health Act. Kort daarna werd ze echter opnieuw opgepakt.
De organisatie was neutraal over de Home Rule, maar was tegen de Wereldoorlog. Nadat Francis Sheehy-Skeffington in 1916 vermoord werd door een Britse officier, begon de IWFL met het steunen van Sinn Féin.

## Bekende leden
- Mrs Charles Oldham was de eerste voorzitter
- Margaret Cousins was de eerste penningmeester
- Jenny Wyse Power lid vanaf 1916.[6]
- Cissie Cahalan was driemaal voorzitter,[7] en was een van de weinige vrouwen uit de arbeidersklasse die bij de organisatie aangesloten was.[8]
- Rosamund Jacob[9]